# Ethel Smyth
Pour les articles homonymes, voir Smyth.
Ne doit pas être confondu avec l'athlète canadienne, ni avec l'organiste du même nom.
Ethel Smyth, née le 22 avril 1858 à Sidcup (Londres) et morte le 8 mai 1944 à Woking (Surrey), est une compositrice, cheffe d'orchestre, autrice et suffragette britannique.

## Biographie

### Famille et formation
Née d'une mère française et d'un père général britannique, elle grandit dans une famille de huit enfants près d'Aldershot. À l'âge de douze ans, elle décide de devenir compositrice.
Malgré le refus de ses parents, elle parvient en 1877 à rejoindre l'école de musique de Leipzig (elle est la première femme à suivre les cours de composition dans cette école), où elle étudie auprès de Carl Reinecke. Elle étudie aussi le piano avec Louis Maas, l'harmonie et le contrepoint avec Salomon Jadassohn et la composition. Elle est rapidement déçue de l'enseignement du conservatoire, et décide d'interrompre ses études dans l'établissement pour prendre des cours privés avec Heinrich von Herzogenberg.

### Musique
À Leipzig, elle rencontre Johannes Brahms, Clara Schumann et Piotr Ilitch Tchaïkovski, qui l'encourage à suivre sa voie et qui écrivit à son propos, dans ses Mémoires : 

« Mademoiselle Smyth est l’une des quelques compositrices qui comptent parmi les personnes qui travaillent dans le domaine de la musique… Elle a composé plusieurs œuvres intéressantes, dont j’ai entendu la meilleure, une sonate pour violon, extrêmement bien jouée par la compositrice elle-même. Elle a donné la promesse pour l’avenir d’une sérieuse et talentueuse carrière. »

Lors de ses études à Leipzig, elle fait la connaissance de Livia Frege par l'intermédiaire des époux Julius et Amanda Röntgen-Maier, ainsi que Lili Wach et Elisabeth von Herzogenberg. Elle étudie avec Heinrich von Herzogenberg et entretient notamment une relation amoureuse avec son épouse Elisabeth, qu'elle surnomme « Lisl ».
Elle rencontre à Florence en 1882 Henry Brewster, un écrivain qui devient l'un de ses plus proches amis et qui écrit pour elle des livrets d'opéra.

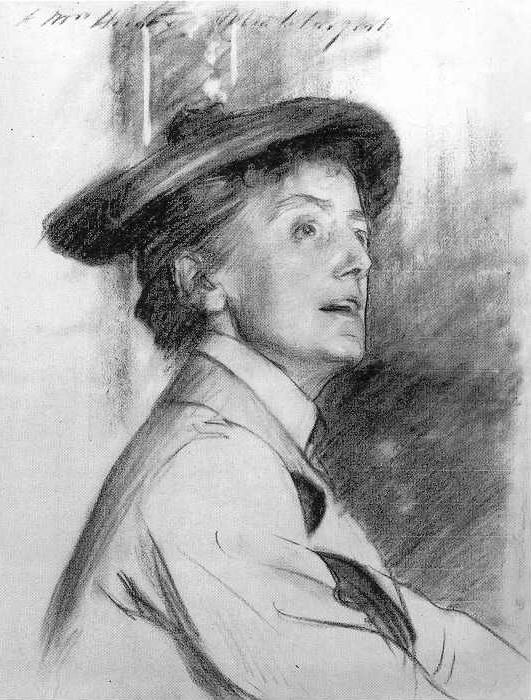
Dame Ethel Smyth.
Portrait par John Singer Sargent (1901).

En 1890, elle revient en Angleterre. Sa Sérénade en ré majeur est créée la même année au Crystal Palace. Puis, en 1893, le Royal Albert Hall voit représenter la Messe en ré avec le soutien de l'Impératrice Eugénie ; œuvre dont la compositrice avait elle-même eu l'occasion de chanter quelques extraits à la reine Victoria.
En 1901-1902, elle rend visite à une autre compositrice, Augusta Holmès,
En 1908, elle fait jouer plusieurs de ses compositions dans un concert à la Salle Érard, concert de musique anglaise où sont aussi représentées des musiques de Norman O'Neill, York Bowen et Cyril Scott.
De nombreux succès ponctuent la carrière d'Ethel Smyth, notamment entre 1893 et 1910. En 1898, son premier opéra est monté à Weimar : Fantasio. Puis, deux opéras sont représentés à Berlin et au Royal Opera House de Londres : Der Wald (La Forêt, 1902), également accueilli en 1903 par le Metropolitan Opera de New York, et The Wreckers (1910), monté grâce au célèbre chef Thomas Beecham, lié à Ethel Smyth et grand défenseur de son œuvre.
C'est en 1911 qu'elle dirige elle-même son premier concert.
En 1928, elle a droit à un concert pour fêter son jubilé, concert dans lequel est joué l'ouverture des Naufrageurs (version française de The Wreckers), le chœur avec accompagnement d'orchestre Hey Nonny No, les Rêves sans sommeil (Sleepless Dreams) et sa Messe en ré.

### Militante féministe
En 1910, Ethel Smyth assiste à une réunion féministe de la Women's Social and Political Union fondée en 1903 par Emmeline Pankhurst et s'engage dans le mouvement des suffragettes. En 1911, elle écrit The March of the Women (La Marche des femmes), qui devient l'hymne du mouvement. Elle dirige l'œuvre lors d'un rassemblement au Royal Albert Hall.

En 1912, elle est condamnée à deux mois de prison pour avoir cassé la fenêtre de la résidence d'un secrétaire d’État lors d’une manifestation,. Dans la prison de Holloway, elle dirige une représentation mémorable de sa March of the Women, comme l'écrit Thomas Beecham après une visite qu'il lui rendit : 

« Quand je suis arrivé, le gardien de la prison était pris d’un fou rire. Il m’a dit : "Entrez dans le quadrilatère". Il y avait… une douzaine de dames, marchant de long en large et chantant fort. Le gardien me montra une fenêtre où se trouvait Ethel ; elle était penchée, et dirigeait vigoureusement avec une brosse à dents, se joignant au chœur sur sa propre chanson. »

Dans les années 1930, lors de l'écriture de son livre Female Pipings in Eden, elle revient elle-même sur quelques souvenirs de son expérience carcérale, précisant qu'elle était « en bonne compagnie de femmes unies, vieilles, jeunes, riches, pauvres, fortes, délicates ». Elle ressort de cette expérience carcérale avant la fin de sa peine, jugée mentalement instable et hystérique après un examen médical.
Pendant la Première Guerre mondiale, elle rejoint la XIIIe division de l’armée française et l’hôpital militaire situé à Vichy. En 1913, elle part s'isoler en Égypte, commençant à composer son quatrième opéra, The Boatswain's Mate.

### Dernières années
Elle cesse de composer peu à peu devant l'évolution de sa surdité. Elle compose cependant ses deux derniers opéras en 1923 et en 1925, avant d'écrire en 1930 The Prison.
C'est en 1919 qu'est publié son premier ouvrage, Impressions that Remained. Dans son dernier ouvrage, What happened next (1940), elle écrit notamment « je veux que les femmes assument des tâches importantes et difficiles. Elles ne devraient pas constamment flâner sur la côte de peur de prendre la mer ».
Ses lettres révèlent ses coups de foudre pour des femmes telles que Pauline Trevelyan, la princesse de Polignac, Lady Mary Ponsonby et Edith Somerville. À l'âge de 71 ans, elle tombe amoureuse de Virginia Woolf qui, amusée, entretient leur amitié jusqu'à son suicide en 1941. Les deux entretiennent un certain nombre de valeurs communes, autant politiquement qu'artistiquement. Elle lui rendra tout de même un hommage public et appuyé en 1931, lors d'un discours pour la National Society for Women's Service.
Elle est nommée Dame Commandeur de l'Ordre de l'Empire britannique par le roi George V,. Elle est aussi nommée docteur honoris causa en musique par l'Université d'Oxford en 1922,.
Ethel Smyth meurt en 1944 à 86 ans d'une pneumonie[réf. nécessaire]. Selon ses dispositions testamentaires, ses cendres sont dispersées dans la forêt près de sa propriété de Woking par son frère Bob, au son de sa symphonie The Prison.

## Postérité
Après sa mort, sa musique disparait progressivement des salles de concerts jusqu'aux années 2000.
Elle a inspiré les personnages littéraires d'Edith Staines dans Dodo d'E. F. Benson (1893) et de Dame Hilda Tablet dans la pièce du même nom de Henry Reed (en) (1950).
Ethel Smyth est une des 39 convives attablées dans l'œuvre d’art contemporain The Dinner Party (1974-1979) de Judy Chicago.
Gilbert Bayes a sculpté un buste d'elle en 1938.
En août 2020 le festival de musique classique Rosa Bonheur la met à l'honneur en programmant ses œuvres avec celles de Rebecca Clarke,.
Le 28 juillet 2022, Leipzig lui dédie une plaque commémorative au 19 Salomonstraße, reconnaissant en elle une des personnalité féminine les plus importantes de la ville.

## Œuvre
Ethel Smyth laisse environ 100 œuvres.

### Piano
- Sonate pour piano no 1 en do majeur (1877)
- Sonate pour piano no 2 en do dièse mineur « Geistinger Sonate » (1877)
- Sonate pour piano no 3 en ré majeur (1877, inachevée)
- Thème et variations en do majeur, (1877, inachevée)
- Quatre Canons en inversions (1877)
- Quatre danses (1877)
  1. Minuett en ré majeur
  2. Sarabande en do mineur
  3. Minuet en la mineur
  4. Sarabande en do mineur
- Deux canons
- Invention à deux voix en ré majeur (1877)
- Suite à deux voix en mi majeur
  1. Gavotte
  2. Bourrée
  3. Gigue
  4. Minuet
- Aus der Jugenzeit !! E. v. H.
- Pièce pour piano en Mi majeur
- Variations sur un thème original (d'une nature excessivement désastreuse) en Ré bémol majeur (1878)
- Prélude et fugue pour personne mince (1883), manuscrit perdu
- Prélude et fugue en Do majeur

#### Transcription
- Symphonie no 2 en ré majeur de Johannes Brahms

### Orgue
- Fugue à 5 (1882-1884)
- Étude sur « Wie selig seid Ihr Frommen » (1882-1884)
- Cinq petits préludes chorals (1882-1884)
- Prelude on a traditional Irish air (1938)

### Musique de chambre
- Quatuor à cordes no 1 en la mineur (1878, inachevé)
- Quatuor à cordes en ré mineur (1880)
- Sonate pour violoncelle et piano en do mineur (1880)
- Trio pour piano, en ré mineur (1880)
- Quatuor à cordes en mi bémol majeur, (1882-1884)
- Quatuor à cordes en mi bémol majeur, (1882, inachevé)
- Quatuor à cordes en mi mineur, (1882, inachevé)
- Quatuor à cordes en do majeur, (1882, inachevé)
- Quintette à cordes en si mineur, pour deux violons, alto et deux violoncelles (1882-1884)
- Cinq petits préludes chorals pour cordes et instruments seuls (1882-1884), arrangement des Cinq petits préludes chorals pour orgue
- Quatuor à cordes « Hildebrand », en do majeur (1883, inachevé)
- Quatuor à cordes en do mineur, (1883)
- Quintette à cordes en mi majeur, pour 2 violons, alto et 2 violoncelles, op. 1 (1883), Gewandhaus Leipzig, 26 janvier 1884
- Quatuor à cordes en do majeur, (1886-1888)
- Sonate en la mineur, pour violoncelle et piano, op. 5 (1887), 8 décembre 1926
- Sonate en la mineur, pour violon et piano, op. 7 (1887), Gewandhaus Leipzig, 20 novembre 1887 (avec Adolph Brodsky et Fanny Davies)
- Trio à cordes, en ré majeur (1887)
- Quatuor à cordes en mi mineur (1902-1912)
- Two Interlinked French Folk melodies (1923-1924), arrangement de l'Intermezzo de l'opéra Entente Cordiale
- Variations sur « Bonny Sweet Robin » pour flûte, hautbois (violon ou alto) et piano (1927), création à Londres, Wigmore Hall, 11 février 1928

### Orchestre
- Symphonie pour petit orchestre en ré majeur (1878, inachevée)
- Ouverture tragi-comique en fa majeur (1878, inachevée)
- Sérénade en ré majeur (1889)
- Antoine et Cléopâtre, Ouverture (1890)
- Overture to The Wreckers (1902-1904)
- On the Cliffs of Cornwall (1902-1904), prélude du deuxième acte de The Wreckers
- Overture to The Boatswain's Mate (1913-1914)
- Intermezzo (Mid Briars and Bushes) (1913-1914), arrangement de l'introduction de la deuxième partie de The Boatwain's Mate
- Entente Cordiale, (1923-1924) suite pour orchestre d'après l'opéra Entente Cordiale
- Two Interlinked French Folk melodies, (1923-1924) arrangement de l'Intermezzo de l'opéra Entente Cordiale
- Double concerto pour violon, cor et orchestre (1926), création à Londres, Queen's Hall, 5 mars 1927
- Deux préludes, d'après The Prison
- Hot Potatoes (1930), pour fanfare, création à Londres, Hôtel Savoy, 8 mai 1930

### Musique vocale
- We watched her breathing through the night, pour chœur mixte (1876)
- Lieder et Ballades, op. 3 pour mezzo-soprano et piano (1877), publié en 1886 :
  1. Vom Berge
  2. Der verirrte Jäger
  3. Bei einer Linde
  4. Es wandelt was wir schauen
  5. Schön Rohtraut
- Lieder, op. 4 pour mezzo-soprano et piano (1877), publié en 1886 :
  1. Tanzlied
  2. Schlummerlied
  3. Mittagsruh
  4. Nachtreiter
  5. Nachtgedanken
- Eight Songs pour voix et piano sur des textes allemands (1879)
- Cinq mélodies sacrées sur des airs de choral (1882-1884) :
  1. Komm süsser Tod
  2. Kein Stündlein geht dahin
  3. Gib dich zufriedenund sei stille
  4. O Traurigkeit, O Herzeleid
  5. Erschienenist der herrlich
- The Songs of Love, op. 8 cantate pour soprano, ténor, chœur et orchestre (1888)
- Messe en ré, (1891), création à Londres, Royal Albert Hall, 1893
- A Spring Canticle (or Wood Spirit's Song) pour chœur et orchestre (1899-1901), adaptation du prologue de Der Wald.
- Wedding Anthem, pour chœur et orchestre (1900), manuscrit perdu
- Quatre mélodies, pour mezzo-soprano ou baryton et petit ensemble sur des poèmes français (trois d'Henri de Régnier ; une d'Anacréon, d'après une traduction de Leconte de Lisle) (1907)
- Hey Nonny No, pour chœur et orchestre (1910)
- Sleepless Dreams, pour chœur et orchestre, d'après Dante Gabriel Rossetti (1910)
- The March of the Women (1910)
- Songs of Sunrise, pour chœur de femmes a cappella (1910)
- Trois Moods of the Sea, pour mezzo-soprano ou baryton et orchestre, poèmes d'Arthur Symons (1913) :
  1. Requies
  2. Before the Squalls
  3. After Sunset
- Three Songs, pour mezzo-soprano ou baryton avec accompagnement de piano ou d'orchestre (1913) :
  1. The Clown
  2. Possession
  3. On the Road : a marching Tune
- Dreamings (1920), pour chœur de femmes a cappella
- The Prison, (1929-1930) symphonie pour soprano et basse, chœur et orchestre, création à Londres, Queen's Hall, 24 février 1931[21]

### Opéras
- Fantasio, livret de Henry Brewster d'après Alfred de Musset (1892), création à Weimar, Hoftheater, 1898
- Der Wald, (1899-1901), création à Berlin, Staatsoper, 9 avril 1902
- The Wreckers, livret de Henry Brewster (1902-1904), création à Leipzig, Neues Theater, 11 novembre 1906
- The Boatswain's Mate, livret d'Ethel Smyth (1913-1914) création, Londres, Shaftesbury Theatre, 28 janvier 1916
- Fête Galante, (1921-1922), création à Birmingham, 4 juin 1923
- Entente Cordiale, (1923), création à Londres, 22 juillet 1925

## Écrits
- (en) Impressions that remained, Londres/New York, Alfred A. Knopf, 1946 (1re éd. 1919), 608 p. (lire en ligne)
- (en) Streaks of life, Londres/New York, 1921.
- (en) A three-legged tour in Greece, Londres, 1927.
- (en) A final burning of boats, Londres/New York, 1928.
- Female piping in Eden, Londres/New York, 1933.
- Beecham and Pharaoh, Londres, 1935.
- (en) As time went on, Londres/New York, 1936.
- Inordinate Affection, Londres, 1936
- (en) Maurice Baring, Londres, 1938
- (en) What happened next, Londres, 1940.
- (en) A Fresh Start. Ann Arbor: University of Michigan, Special Collections Harlan Hatcher Graduate Library. Manuscrit inédit

## Discographie

### Piano
- L'Œuvre pour piano - Liana Șerbescu, piano (1-2 juillet 1992/30 août 1993, 2 CD CPO) (OCLC 976594783)

### Musique de chambre
- Sonate pour violon en la mineur, op. 7 - Tasmin Little, violon ; John Lenehan, piano (4 février 2019, Chandos)
- Sonate pour violon en la mineur, op. 7 - Clara Howick, violon ; Sophia Rahman, piano (1er octobre 2010, Naxos)
- Sonate pour violon en la mineur, op. 7 - Thomas Albertus Irnberger, violon ; Barbara Moser, piano (22 octobre 2012, Gramola Records)
- Trio avec piano ; Sonate pour violoncelle, op. 5 ; Sonate pour violon, op. 7 - Chagall Trio : Nicoline Kraamwinkel, violon ; Tim Gill, violoncelle ; Julian Rolton, piano (1995, Meridian) (OCLC 32824326)
- Sonate pour violoncelle en do mineur - Lionel Handy, violoncelle ; Jennifer Hughes, piano (1er novembre 2019, Lyrita)
- Quatuor à cordes en mi mineur ; Quintette à cordes en Mi majeur - Mannheimer Streichquartett ; Joachim Griesheimer, second violoncelle (mars 1990/ novembre 1995, CPO) (OCLC 36050269)
- Double Concerto pour cor et violon en la mineur - Franz Draxinger, cor ; Renate Eggebrecht, violon ; Celine Dutilly, piano (1992, Troubadisc)
- Double Concerto pour cor et violon en la mineur - Bruce Heim, cor ; Steven Moeckel, violon ; Joanna Goldstein, piano (2018, Centaur)

### Avec orchestre
- Double Concerto pour violon, cor et orchestre - Saschko Gawriloff, Marie-Luise Neunecker, violon ; Orchestre philharmonique de la radio NDR de Hanovre, dir. Uri Mayer (novembre 1995, Koch) (OCLC 40574790) — avec Othmar Schoeck et Charles Koechlin.
- Double Concerto pour violon, cor et orchestre ; Sérénade en ré - Sophie Langdon, violon ; Richard Watkins, cor ; Orchestre philharmonique de la BBC, dir. Odaline de la Martinez (21-22 juin 1995, Chandos) (OCLC 1109979967)
- Double Concerto pour violon, cor et orchestre - Milena Viotti, cor ; Thomas Albertus Irnberger, Vienna Konzertverein Orchestra, dir. Doron Salomon (2018, Gramola Records)
- The Wreckers (Ouverture) - British Symphony Orchestra, dir. Ethel Smyth (Symposium Records)

### Vocale
- Quatre mélodies sur des textes français ; Trois mélodies anglaises - Melinda Paulsen, mezzo-soprano ; Angela Gassenhuber, piano ; Ethel Smyth Ensemble (1992, Troubadisc)
- Messe en ré ; Air de Mrs Waters (extraits de The Boastwain's Mate), Marche des femmes - Eiddwen Harrthy, soprano ; Janis Hardy, alto ; Dan Dressen, ténor ; James Bohn, basse ; Chœur et orchestre Plymouth Music Series, dir. Philip Brunelle (3-4 mars 1990, « British Composers » EMI Classics 5 67426 2)[22] (OCLC 48125700)
- The Wreckers - Anne-Marie Owens, Justin Lavender, Peter Sidhom, David Wilson-Johnson, Judith Howarth et la Huddersfield Choral Society, dir. Odaline de la Martinez (31 juillet-1er août 1994, Conifer Records/BMG).
- Messe en ré - Catriona Smith, soprano ; Helene Schneiderman, alto ; Scott MacAllister, ténor ; Andreas Macco, basse ; Hermann Trefz, orgue ; Chœur de la philharmonie de Stuttgart ; Orchestre philharmonique du Wurtemberg Reutlingen, dir. Helmut Wolf (20 avril 1997, Audite) (OCLC 39793094)
- Messe en ré ; Ouverture de The wreckers - Susanna Hurrell, soprano ; Catriona Morison, mezzo-soprano ; Ben Johnson, ténor ; Duncan Rock, baryton ; Chœur et orchestre symphonique de la BBC, dir. Sakari Oramo, (26-27 janvier 2019, SACD Chandos) (OCLC 1130102290)